# Faujasiopsis
Faujasiopsis es un género de plantas herbáceas perteneciente a la familia de las asteráceas. Comprende 3 especies descritas y  aceptadas.

## Taxonomía
El género fue descrito por Charles Jeffrey y publicado en Kew Bulletin 47(1): 77. 1992. La especie tipo es: Faujasiopsis flexuosa (Lam.) C.Jeffrey

## Algunas especies aceptadas
A continuación se brinda un listado de las especies del género Faujasiopsis aceptadas hasta julio de 2012, ordenadas alfabéticamente. Para cada una se indica el nombre binomial seguido del autor, abreviado según las convenciones y usos.
- Faujasiopsis boivinii (Klatt) C.Jeffrey
- Faujasiopsis flexuosa (Lam.) C.Jeffrey
- Faujasiopsis reticulata (Vahl) C.Jeffrey